# Сикар, Андре
Андре Сикар (фр. André Sicard; 19 февраля 1915, Ньор — 30 ноября 1973, Ла-Рошель) — французский легкоатлет, выступавший в беге на длинные дистанции и кроссе. Участник летних Олимпийских игр 1936 года.

## Биография
Андре Сикар родился 19 февраля 1915 года во французском городе Ньор.
Выступал в легкоатлетических соревнованиях за «Расинг» из Ла-Рошели. В 1937 и 1938 годах становился чемпионом Франции в беге на 10 000 метров.
В 1936 году вошёл в состав сборной Франции на летних Олимпийских играх в Берлине. В беге на 10 000 метров занял 19-е место, показав результат 32 минуты 25,0 секунды и уступив 2 минуты 9,6 секунды завоевавшему золото Ильмари Салминену из Финляндии.
В 1937 году завоевал две серебряных медали международного чемпионата по кроссу в Брюсселе. На дистанции 14,5 км занял 2-е место с результатом 50 минут 3 секунды, а также стал вторым в командном зачёте в составе сборной Франции.
В 1938 году участвовал в чемпионате Европы в Париже. В беге на 10 000 метров занял 8-е место (32.09,6).
Умер 30 ноября 1973 года в Ла-Рошели.

## Личный рекорд
- Бег на 10 000 метров — 31.59,2 (1937)[2]